# Фрасін (Дондушенський район)
Фрасін (рум. Frasin) — село в Молдові в Дондушенському районі. Є центром однойменної комуни, до складу якої також входять села Карайман та Новий Кодрень.
| Молдова | Це незавершена стаття з географії Молдови. Ви можете допомогти проєкту, виправивши або дописавши її. |